# كلية العلوم الزراعية والأغذية في مدينة سكوبيه
كلية العلوم الزراعية والأغذية في مدينة سكوبيه هي جزء من جامعة القيديسين سيريل وميثوديوس في سكوبيه. وتقع الكلية في الجزء الشرقي من مدينة سكوبيه في حرم جامعي يضم أقسامًا أخرى للعلوم البيولوجية والتكنولوجيا الحيوية الأخرى: كلية الرياضيات والعلوم الطبيعية وكلية الطب البيطري والمستشفى الجامعي للطب البيطري ومعهد الطب البيطري ومعهدالزراعة وكلية الغابات. ويقع الحرم الجامعي على بعد 2 كم من رئيس جامعة القديسين سيريل ووميثوديوس وداخل الحرم الجامعي يوجد مهجع ستيف نوموف (Stiv Naumov). والكلية مجهزة بمساحة مبنية صافية قابلة للاستخدام تبلغ 7465 مترًا مربعًا تضم ستة مدرجات و26 قاعة للمحاضرات و28 مختبرًا و143 مكتبًا ومكتبة وقاعة مطالعة تبلغ مساحتها 270 مترًا مربعًا ومقهى للطلاب تبلغ مساحته 180 مترًا مربعًا.
وعميد الكلية منذ عام 2009 هو الأستاذ الدكتور دراجي ديميتريفيسكي (Dragi Dimitrievski)

## معلومات تاريخية وملف الكلية
تأسست كلية العلوم الزراعية والأغذية في خريف عام 1947 تحت اسم كلية الزراعة، كقسم مستقل تابع لكلية الزراعة والغابات، بعد عام واحد فقط من تأسيس كلية الفلسفة. ومع تأسيس كلية الزراعة والغابات وكلية الطب وكلية الفلسفة، سنحت الظروف لتأسيس جامعة القديسين سيريل وميثوديوس في سكوبيه.
ومع التأسيس وبدء العمل، تحسنت كلية الزراعة والغابات وتطورت كمؤسسة تعليمية وبحثية متكاملة. وحتى الآن يمر العمل والتطوير عبر العديد من المراحل التنظيمية والتطويرية. وهناك أيضًا التغييرات والتحولات التي شهدتها الجامعة إلى جانب التطوير والتشغيل بسبب الحاجة إلى مواءمة العملية التعليمية والبحث العلمي وتطبيق المعارف العلمية الخاصة بها والأجنبية في مجال الزراعة، الذي يرتبط بالعلاقات السياسية والاجتماعية والاقتصادية في النظام الاجتماعي.
وفي عام 1975، انقسمت كلية الزراعة والغابات إلى كليتين مستقلتين: الزراعة والغابات، كمؤسستين منفصلتين. وهذا الاستقلال يأتي نتيجة تحقيق درجة عالية من التطور في جميع أنشطة القسمين السابقين، وهما الزراعة والغابات.
ومنذ عام 1977 إلى عام 1989، تعمل كلية الزراعة كمؤسسة عاملة تم دمجها في كلية الزراعة والمعهد الزراعي ومعهد علوم الحيوان ومعهد الطب البيطري والمستشفى البيطري، ومعهد زراعة الفاكهة وزراعة الكروم ومعهد مزرعة الكلية في تروباريفو.
ونتيجة للهيكل التنظيمي المعقد، منذ بداية 1990، تعمل كلية الزراعة كمؤسسة مستقلة معنية بثلاثة أنشطة رئيسية: التعليم والبحث العلمي والعلوم التطبيقية. وفي الفترة من 1992 إلى 1994 ظهر التوجه البيطري كتوجه خاص ونشأ عنه كلية الطب البيطري المستقلة.
وفي عام 2001، تم إدراج الكلية ضمن أول أربع كليات في جامعة القديسين سيريل ووميثوديوس، التي تقدم نظام تحويل الساعات الأوروبي (ECTS)في عملية التعليم.
وتدرس الكلية البرامج الدراسية التالية:
1. الاقتصاد الزراعي
2. التكنولوجيا الحيوية في الحيوان
3. معالجة المنتجات الحيوانية
4. معالجة المنتجات النباتية
5. جودة وسلامة الأغذية
6. الزراعة البيئية
7. حماية النباتات الطبية
8. زراعة الكروم
9. البستنة
10. إنتاج وتصنيع التبغ

## المؤسسات
هذه هي المعاهد والأقسام التي تنقسم الكلية إليها:
1.معهد التكنولوجيا الحيوية في الحيوان
2.قسم علم الوراثة والانتقاء الاصطناعي
3.معهد الاقتصاد الزراعي
4.قسم الأحياء الدقيقة
5.قسم النباتيات
6.قسم الكيمياء وعلم التربة
7.قسم الطب البديل
8.قسم البستنة
9.قسم الزراعة الأساسية
10.قسم الهندسة الزراعية

## وصلات خارجية
- Ss. Cyril and Methodius University of Skopje Website (بالإنجليزية)
- Faculty of Agricultural Science and Food in Skopje